# Musas Do Pop 2em1 - Bonnie Tyler & Olivia Newton-John
A Musas Do Pop egy Brazíliában megjelent kollekciós DVD sorozat első tagja, amelyen Bonnie Tyler és Olivia Newton-John videóklipjei szerepelnek.
A sorozat a hetvenes és nyolcvanas évek nagyszerű énekesnőinek legnagyobb slágereit tartalmazza. Egy DVD-re két énekesnő videóklipjei kerültek és minden kiadvány hatvan perces, így fele-fele arányban tartalmazza mindkét énekes felvételeit.
Az első kiadásra Bonnie Tyler és Olivia Newton-John videói kerültek fel. A brit rockénekesnőtől 7, míg Oliviától 8 klip került a korongra, bár tőle csak a 70-es és 80-as években megjelent klipeket tartalmazza. Bonnie Tylertől azonban felkerült a 2005-ös Louise című dalának videóklipje is. A kiadvány interaktív menüvel, 2.0-s Dolby Digital hangrendszerrel van ellátva.

## Dallista
| # | Bonnie Tyler                        | Olivia Newton-John         |
| - | ----------------------------------- | -------------------------- |
| 1 | It’s a Heartache                    | Magic                      |
| 2 | Total Eclipse of the Heart          | Sam                        |
| 3 | Holding Out for a Hero              | A Little More Love         |
| 4 | Lost in France (Live in Musikladen) | The Grease Mega Mix        |
| 5 | Have You Ever Seen the Rain         | Banks of the Ohio          |
| 6 | Louise                              | Twist of Fate              |
| 7 | If You Were a Woman                 | Have You Never Been Mellow |
| 8 |                                     | Suddenly                   |

## A sorozat eddig megjelent részei
- Musas Do Pop 2em1 - Bonnie Tyler & Olivia Newton-John
- Musas Do Pop 2em1 - Kim Wilde & Chaka Khan
- Musas Do Pop 2em1 - Tina Turner & Natalie Cole
- Musas Do Pop 2em1 - Cyndi Lauper & Kate Bush
- Musas Do Pop 2em1 - Diana Ross & Donna Summer